# برونو سوزا
برونو سوزا (بالبرتغالية: Bruno Bezerra de Menezes Souza) (27 يونيو 1977 بنيتيروي في البرازيل - ) هو لاعب كرة يد برازيلي في مركز ظهير ‏. شارك في الألعاب الأولمبية الصيفية 2008 والألعاب الأولمبية الصيفية 2004. ولعب مع فغيش أوف غوبينغن.

## وصلات خارجية
- برونو سوزا على موقع الاتحاد الأوروبي لكرة اليد (الإنجليزية)
- برونو سوزا على موقع الاتحاد الفرنسي لكرة اليد (الفرنسية)
- برونو سوزا على موقع أوليمبيديا (الإنجليزية)